# Palazzo Corner Spinelli
Palazzo Corner Spinelli è un palazzo di Venezia, ubicato nel sestiere di San Marco e affacciato sul Canal Grande, di fronte a Palazzo Querini Dubois. È sovente indicato come l'emblema del passaggio da architettura gotica a rinascimentale nell'arte veneziana.

## Attribuzione
Tradizionalmente il palazzo è attribuito a Mauro Codussi, a partire dall'ipotesi di Pietro Paoletti del 1897; ma studi recenti hanno posto il problema dell'attribuzione, arrivando a negare l'ipotesi di Paoletti e attribuendo la costruzione a maestranze, sì codussiane, ma non certo allo stesso Mauro: il linguaggio compositivo della facciata non risponde, infatti, alle precise composizioni architettoniche di cui Codussi aveva già dato prova.

## Storia
La casa fu voluta dalla famiglia Lando: venne edificata in data incerta, ma compresa tra 1480 e 1490. Nel 1542 fu venduta, a causa della disastrosa situazione economica della famiglia Lando e in particolar modo di Pietro Lando, arcivescovo di Candia. Passò alla famiglia Corner, che affidò a Michele Sanmicheli e a Giorgio Vasari l'incarico di rimodernare l'interno dell'edificio. La facciata fu conservata, mentre fu ricostruita tutta la parte posteriore.
Gli interventi relativi agli interni sono riconducibili al nuovo stile classico: utilizzo di colonne e archi a tutto sesto, oltre all'inserimento di camini in tutte le camere principali. Una particolarità è che la camera da letto del committente, Giovanni Cornaro, presenta delle dorature nelle parti lignee.
Dal 1740 al 1810 la magione fu affittata alla famiglia Spinelli: in seguito, fu acquistata dalla famiglia Cornoldi. Divenne nel 1850 proprietà della danzatrice Maria Taglioni, proprietaria anche di Palazzo Giustinian Lolin, di Palazzo Barzizza e della Ca' d'Oro.

## Descrizione

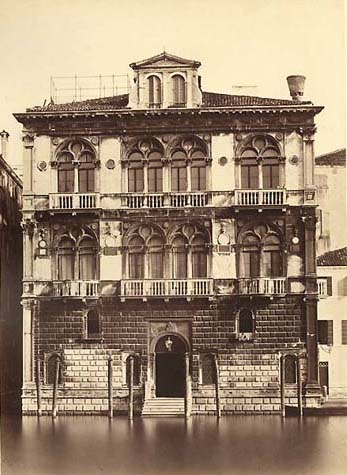
L'edificio in una fotografia ottocentesca.

Palazzo Corner Spinelli è un esempio del passaggio dalle forme gotiche, predominanti a Venezia fino al XV secolo, alle nuove linee rinascimentali, che, nello specifico, ricordano quelle della coeva Ca' Vendramin Calergi.
La facciata sul canale è simmetrica, aperta ai piani nobili da quattro bifore a tutto sesto per piano e tagliata da marcapiani, che evidenziano i tre livelli di cui l'edificio si compone. Elementi peculiari dell'architettura di questo edificio sono le finestrelle a forma di pera, che dividono i due fori delle bifore e i due poggioli laterali trilobati del primo piano nobile di gusto goticizzante.
Al piano terra la superficie esterna è abbellita dal bugnato, con al centro un portale a tutto sesto. 
Internamente il palazzo conserva un caminetto cinquecentesco, opera di Jacopo Sansovino.